# Stefan Rago

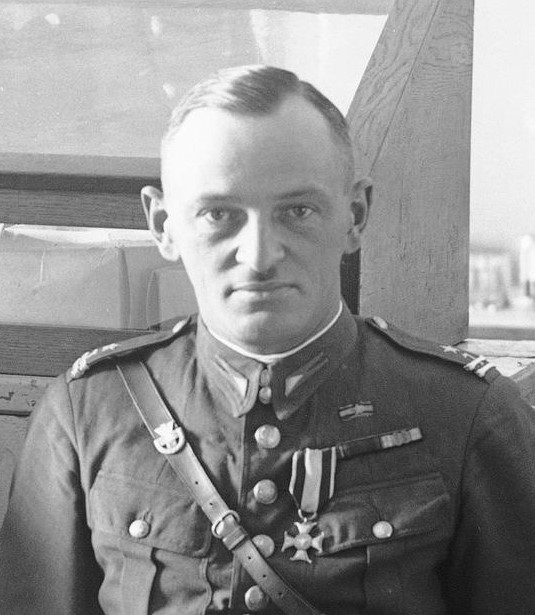
Stefan Rago

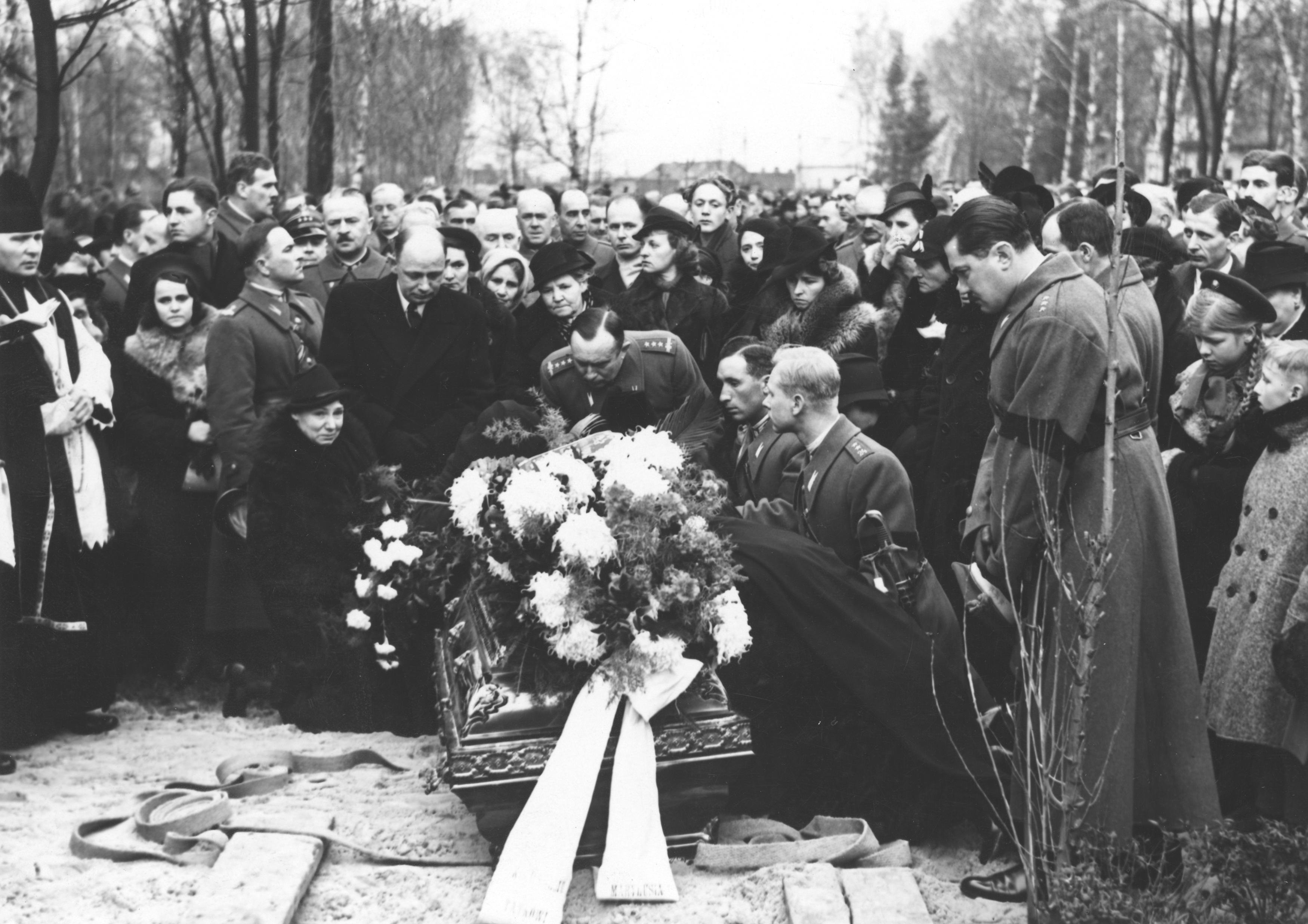
Uroczystości pogrzebowe

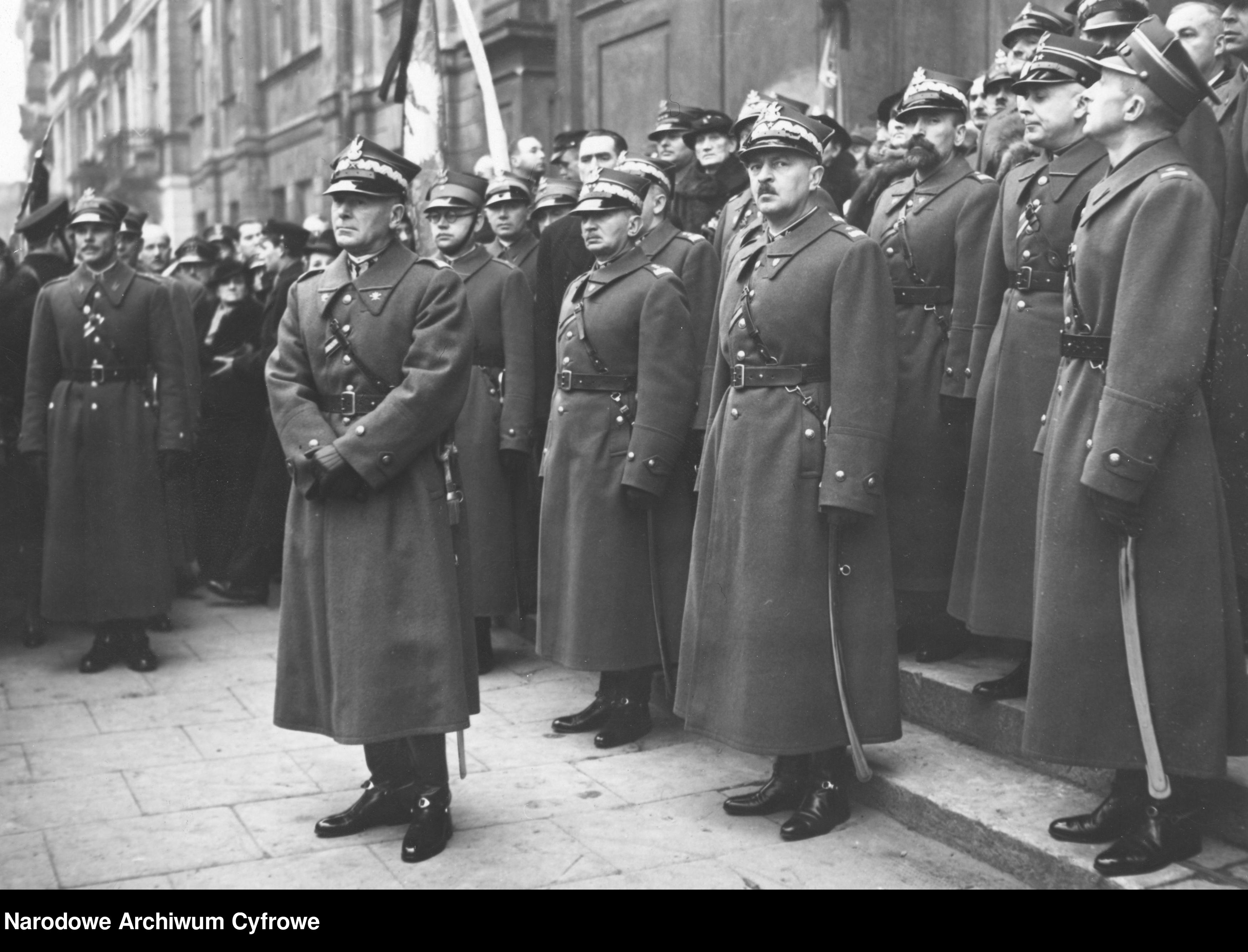
Marszałek Edward Śmigły-Rydz (na pierwszym planie z lewej) w otoczeniu generalicji przed kościołem garnizonowym, w oczekiwaniu na przeniesienie zwłok do kościoła

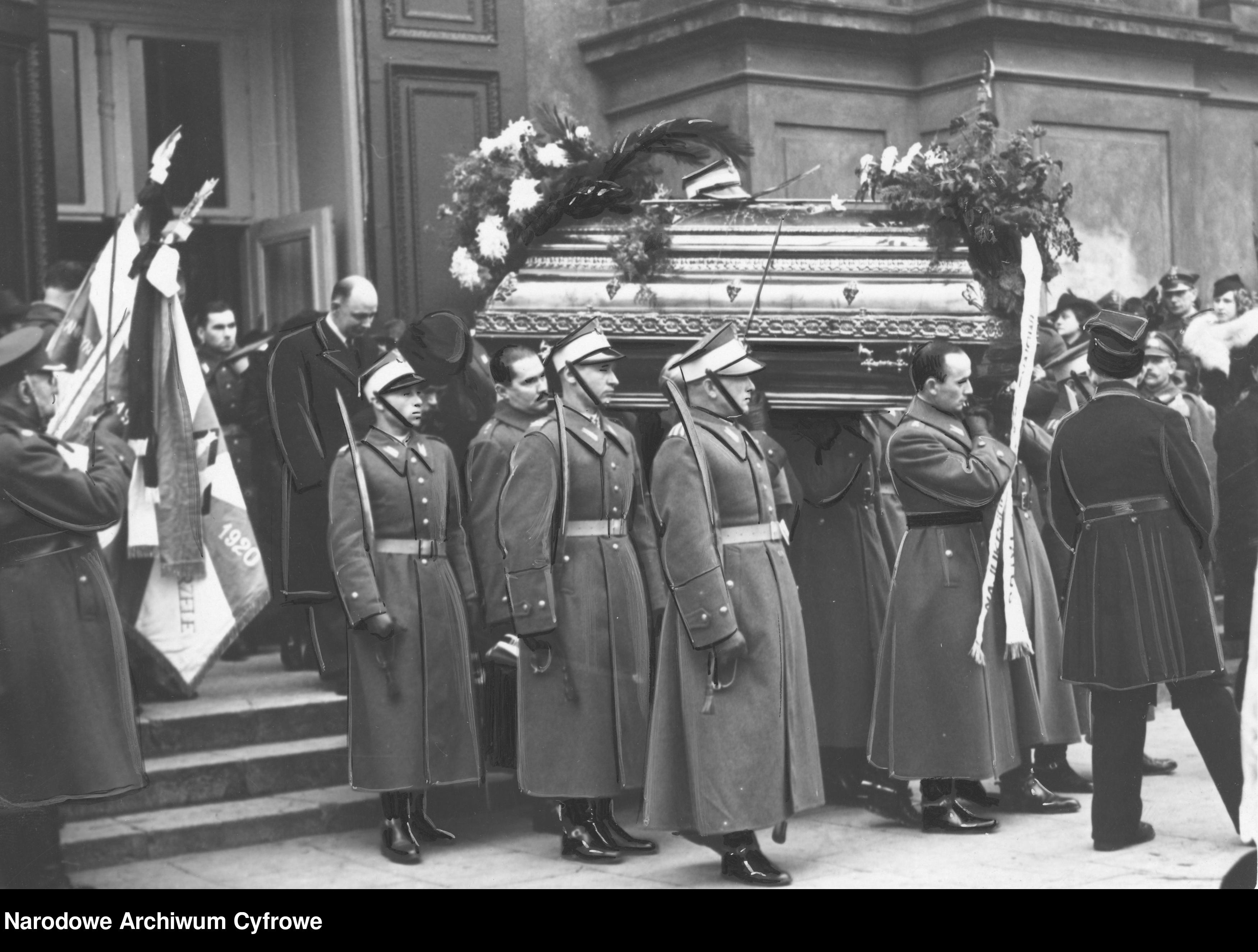
Wyniesienie trumny z kościoła garnizonowego

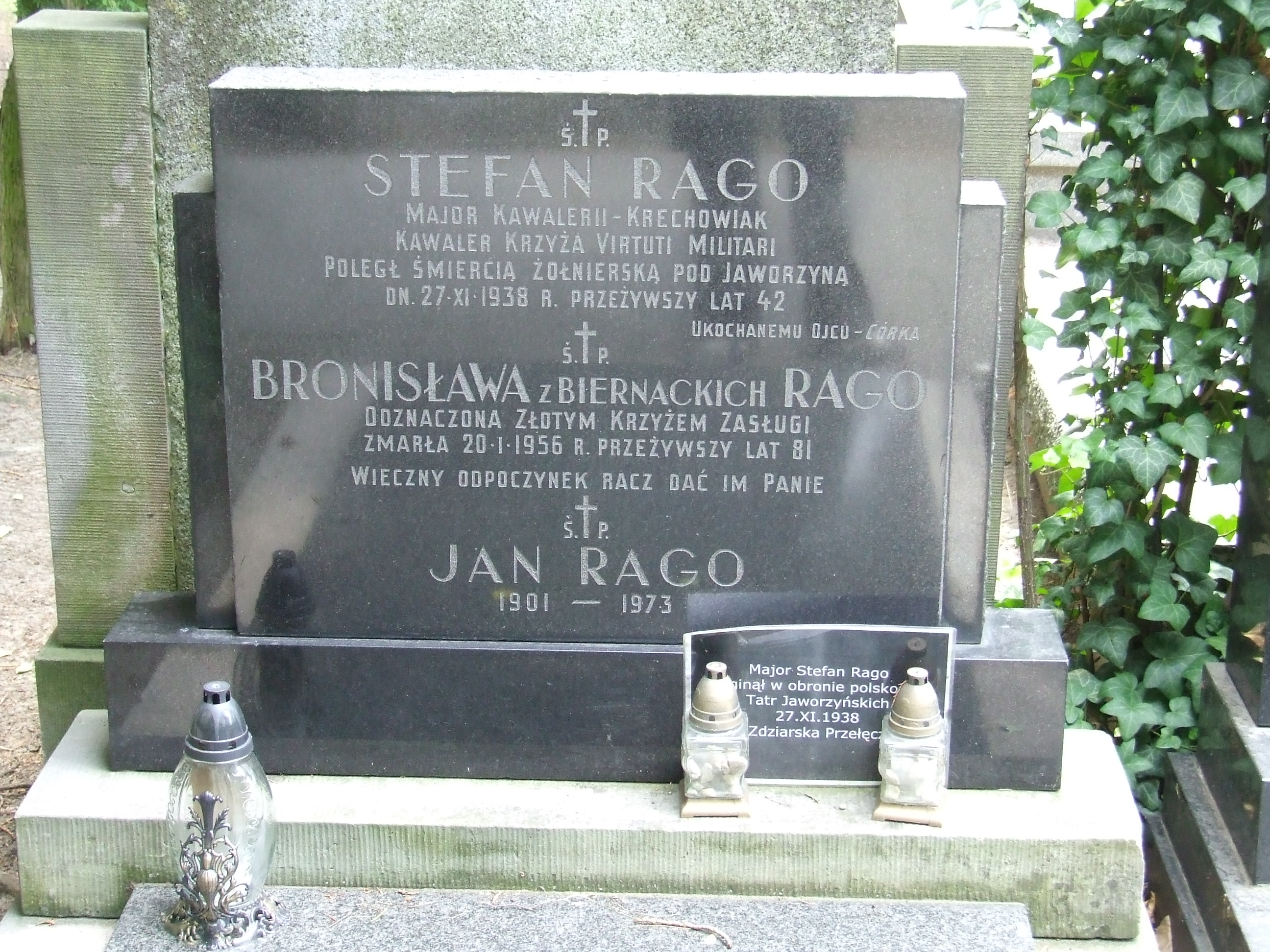
Grób Stefana Rago na Cmentarzu Wojskowym na Powązkach

Stefan Rago, przydomek „Ciepcio” (ur. 2 lutego 1896 w Nowo Aleksandrii, zm. 27 listopada 1938 pod Ździarem) – major kawalerii Wojska Polskiego, działacz niepodległościowy, kawaler Orderu Virtuti Militari.

## Życiorys
Urodził się 2 lutego 1896 w majątku Nowo Aleksandria, w gminie Wysokie Litewskie powiatu brzeskiego, w rodzinie Lucjana i Bronisławy z Biernackich (1875–1956). Ukończył gimnazjum im. Edwarda Rontalera w Warszawie.
W październiku 1915, w czasie I wojny światowej, wstąpił do armii rosyjskiej i został przydzielony do Grodzieńskiego Pułku Huzarów Lejbgwardii. Następnie walczył jako ochotnik, wolontariusz, w szeregach 1 pułku ułanów krechowieckich. W czasie wojny z Rosją Sowiecką walczył w szeregach 7 pułku ułanów. W stopniu podchorążego dowodził plutonem. We wrześniu 1920 został ranny w bitwie pod Kopciowem. 26 marca 1921 został mianowany z dniem 1 stycznia 1921 „za dokonanie wybitnych czynów na polu walki” podporucznikiem w kawalerii z równoczesnym zaliczeniem do Rezerwy armii i powołaniem do służby czynnej. Później został odkomenderowany na kurs doszkolenia młodszych oficerów w Szkole Podchorążych Piechoty w Warszawie. 3 maja 1922 został zweryfikowany w stopniu podporucznika ze starszeństwem od 1 czerwca 1919 i 5. lokatą w korpusie oficerów jazdy (od 1924 – kawalerii).
W tym samym oddziale, stacjonującym w garnizonie Mińsk Mazowiecki, pełnił służbę w latach dwudziestych i trzydziestych XX wieku. 12 lutego 1923 prezydent RP awansował go z dniem 1 stycznia 1923 na porucznika ze starszeństwem z 1 czerwca 1920 i 2. lokatą w korpusie oficerów jazdy. 2 kwietnia 1929 prezydent RP nadał mu z dniem 1 stycznia 1929 stopień rotmistrza w korpusie oficerów kawalerii i 3. lokatą. Z dniem 15 października 1929 został powołany na 7,5 miesięczny kurs doskonalący młodszych oficerów kawalerii w Centrum Wyszkolenia Kawalerii w Grudziądzu. Po powrocie do pułku pełnił obowiązki adiutanta. 27 czerwca 1935 prezydent RP nadał mu stopień majora z dniem 1 stycznia 1935 i 13. lokatą w korpusie oficerów kawalerii. W sierpniu 1935 powierzono mu pełnienie obowiązków dowódcy szwadronu zapasowego 7 puł., a w grudniu tego roku został zatwierdzony na stanowisku dowódcy szwadronu zapasowego. W czerwcu 1936 został przeniesiony do 24 pułku ułanów w Kraśniku na stanowisko dowódcy szwadronu zapasowego. Od 7 lipca do 30 września 1938 przebywał na leczeniu w Centralnym Sanatorium Wojskowym. Po zakończeniu leczenia wrócił do pułku i objął dowództwo II dywizjonu. Zgodnie z rozkazem szefa Sztabu Głównego z 15 listopada został przeniesiony do Korpusu Ochrony Pogranicza, lecz jego wykonanie miało nastąpić po zakończeniu akcji zaolziańskiej, będącej następstwem układu monachijskiego.
Poległ 27 listopada 1938 podczas starcia z wojskami czechosłowackimi na Przełęczy Zdziarskiej w trakcie obsadzania terenów przyłączonych do Polski, jako jedyna ofiara śmiertelna z polskiej strony. Trumna ze zwłokami została przewieziona z Podspadów do Nowego Targu, gdzie 29 listopada odbyło się nabożeństwo żałobne i eksportacja zwłok na stację kolejową.
W czwartek 1 grudnia 1938 w Warszawie odbył się pogrzeb „poległego na polu chwały w dniu 27 listopada od kuli czeskiej na przełęczy zdziarskiej. Nabożeństwo w kościele garnizonowym odprawił ks. biskup polowy Gawlina, w otoczeniu licznego duchowieństwa, w obecności Naczelnego Wodza, marszałka Śmigłego-Rydza, przedstawiciela rządu i ministra spraw wojskowych, gen. Głuchowskiego, generalicji, rodziny Zmarłego. Po nabożeństwie przemówił ks. Machay, który złożył Zmarłemu imieniem Związku Górali Spisza i Orawy głęboki hołd za przelanie krwi ofiarnej na ziemi spiskiej za mieszkańców tej ziemi. Poza tym wiceminister spraw wojskowych gen. Głuchowski udekorował trumnę Krzyżem Zasługi za Dzielność. Po nabożeństwie, kazaniu i egzekwiach trumnę podjęli na barki najbliżsi towarzysze broni i złożyli ją na lawecie armatniej. Uformował się następnie olbrzymi kondukt żałobny, który ruszył na Cmentarz Wojskowy na Powązkach. Na cmentarzu po odprawieniu egzekwii pożegnał towarzysza broni w imieniu pułku ułanów lubelskich ppłk Michalski, w imieniu ułanów Krechowieckich ppłk Chrząstowski, dalej płk Dworak, po czym trumna spoczęła w mogile”. Spoczął w kwaterze A10-1-1. Osierocił córkę Marię (ur. 23 grudnia 1920). 2 grudnia 1938 na łamach „Polski Zbrojnej” opublikowano „Wspomnienie o ś.p. Stefanie Rago” autorstwa Jana Dobraczyńskiego.
Kapral zawodowy Henryk Oleksowicz, który pośpieszył z pomocą majorowi Rago został ciężko ranny. Awansowany na plutonowego, zmarł 13 stycznia 1939 w następstwie powikłań, prawdopodobnie sepsy.
Mimo że był oceniany jako bystry, zdolny i lubiany oficer, miał problemy związane z nadużywaniem alkoholu i był 11-krotnie karany dyscyplinarnie w związku z nietrzeźwością, a 16 grudnia 1936 roku został ukarany miesiącem pozbawienia wolności w zawieszeniu za grożenie pod wpływem alkoholu pistoletem gościom restauracji i policjantowi 12 września tego roku
Franciszek Skibiński scharakteryzował Stefana Rago, w sposób następujący:

inteligentny, bystry, dobry jeździec, doskonały oficer kawalerii, przystojny, powszechnie lubiany, miał jedno pęknięcie: Nie był wprawdzie alkoholikiem, ale co parę miesięcy zdarzały mu się „trzydniówki”, a wtedy nie można było na niego liczyć. Wiosną tego roku [1938] miał właśnie trzydniówkę, na skutek której nie zdołał przyjechać do pułku na któreś ćwiczenie międzydywizyjne. Dworak, który Ciepcia bardzo lubił i cenił, wściekł się wtedy i omal że nie przemocą wysłał go na leczenie odwykowe, chciał go bowiem za wszelką cenę uratować. Parę dni przed jaworzyńskim alarmem Ciepcio wracał z kuracji do pułku i po drodze wstąpił do mnie do Bielska z takim przemówieniem: Franek, nie masz pojęcia, jaki jestem wdzięczny Dworakowi. To jest prawdziwy dowódca i przyjaciel. Przecież ja w tej chwili jestem już zupełnie innym człowiekiem. Inny człowiek zatrzymał samochód przed pierwszą napotkaną w Bielsku knajpą i do późnej nocy odrabiał godziny zmarnowane w odwykówce. Do pułku przyjechał wprawdzie nie po trzech dniach, spóźniony tylko o jedną dobę, ale za to pijaniuteńki jak boże drzewko (…). Dworak wściekł się po raz drugi i postanowił zwolnić Ciepcia do rezerwy, ale nie zdążył, ponieważ nastąpił alarm i – wytrzeźwiony już – Rago pojechał na Przełęcz Zdziarską po swoją kulę w czoło. Dwudziestego dziewiątego listopada odbyła się uroczysta eksportacja zwłok na stację w Nowym Targu, z pochodniami, trębaczami, salwami, wszelkimi innymi honorami wojskowymi i tłumem górali, tym razem naprawdę spontanicznym. 1 grudnia w Warszawie nastąpił jeszcze paradniejszy pogrzeb na koszt państwa. W brygadzie niektórzy cynicy utrzymywali, że Ciepcio – jak zawsze – miał szczęście. Zamiast wstydliwego odejścia do cywila, opuścił ten świat nieomal jako bohater narodowy, za którego trumną kroczył sam Wódz Naczelny.

## Ordery i odznaczenia
- Krzyż Srebrny Orderu Wojskowego Virtuti Militari nr 5145 – 28 lutego 1922[39][40][41][6]
- Krzyż Niepodległości – 4 listopada 1933 „za pracę w dziele odzyskania niepodległości”[42][43][5][44]
- Krzyż Walecznych trzykrotnie[45][46][47][48][49]
- Amarantowa wstążka[50]
- Krzyż Zasługi za Dzielność – pośmiertnie 29 listopada 1938 „za czyny męstwa i odwagi w obronie granic Państwa”[51]
- Medal Pamiątkowy za Wojnę 1918–1921[45][52]
- Medal Dziesięciolecia Odzyskanej Niepodległości[45][52]
- Srebrny Medal za Długoletnią Służbę[52]
- Odznaka za Rany i Kontuzje z jedną gwiazdką[53]
- Państwowa Odznaka Sportowa[53]
- łotewski Medal 10 Rocznicy Wojny Niepodległościowej – 6 sierpnia 1929[54]
- Medal Zwycięstwa[52]